# Merga brevispura
Merga brevispura is een hydroïdpoliep uit de familie Pandeidae. De poliep komt uit het geslacht Merga. Merga brevispura werd in 2009 voor het eerst wetenschappelijk beschreven door Xu, Huang & Guo. 